# Polypedilum acutum
Polypedilum acutum är en tvåvingeart som beskrevs av Jean-Jacques Kieffer 1915. Polypedilum acutum ingår i släktet Polypedilum och familjen fjädermyggor. Arten är reproducerande i Sverige. Inga underarter finns listade i Catalogue of Life.